# Stetten (Argovia)
Stetten es una comuna suiza del cantón de Argovia, situada en el distrito de Baden. Limita al norte con la comuna de Niederrohrdorf, al noreste con Remetschwil, al sureste con Künten, al sureste con Niederwil, al oeste con Tägerig, y al noroeste con Mellingen.

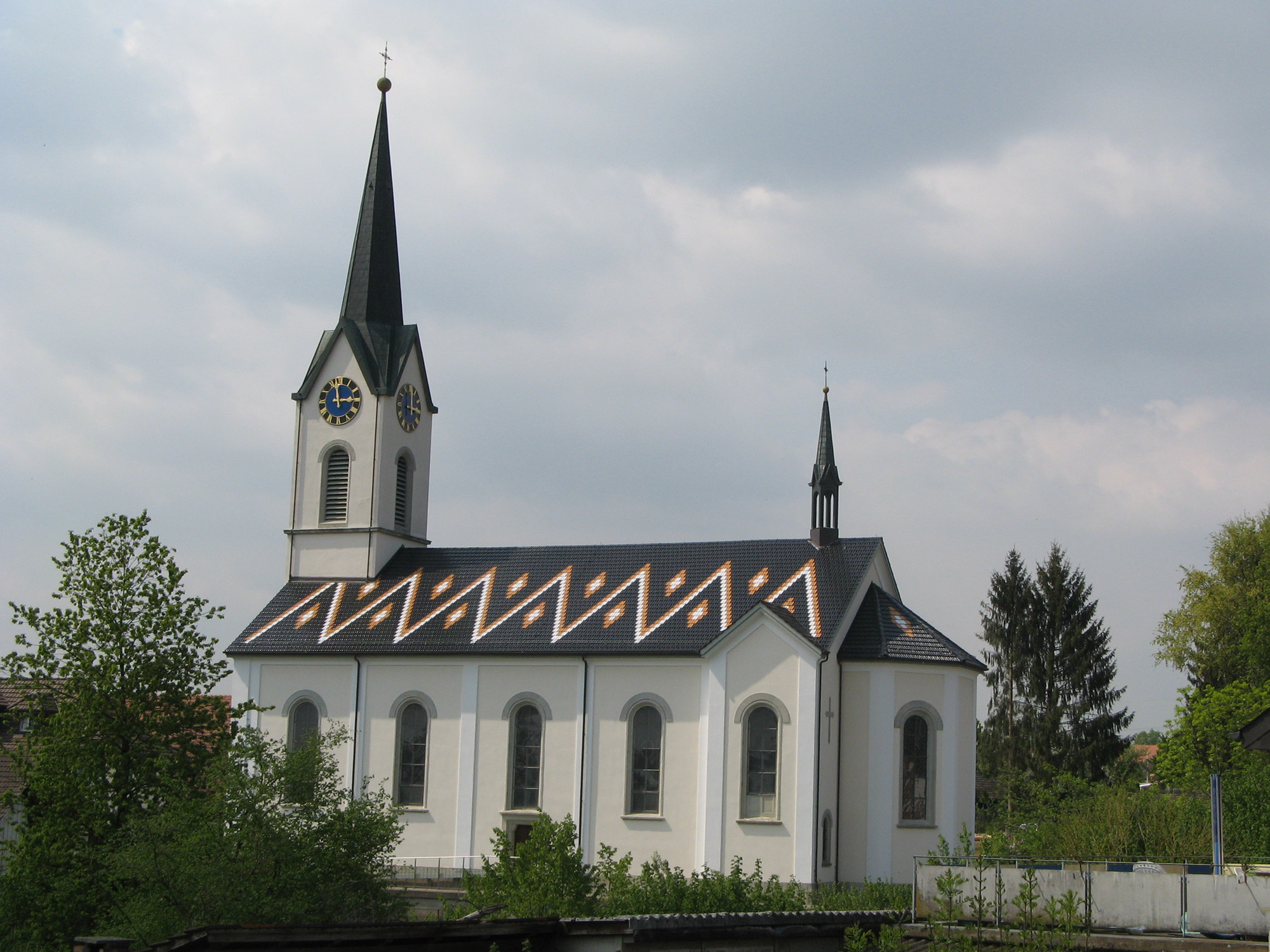
Iglesia en Stetten.